# Noyelles-lès-Humières
Noyelles-lès-Humières – miejscowość i gmina we Francji, w regionie Hauts-de-France, w departamencie Pas-de-Calais.
Według danych na rok 1990 gminę zamieszkiwało 57 osób, a gęstość zaludnienia wynosiła 49 osób/km² (wśród 1549 gmin regionu Nord-Pas-de-Calais Noyelles-lès-Humières plasuje się na 1123. miejscu pod względem liczby ludności, natomiast pod względem powierzchni na miejscu 935.).